# Jonathan Evans

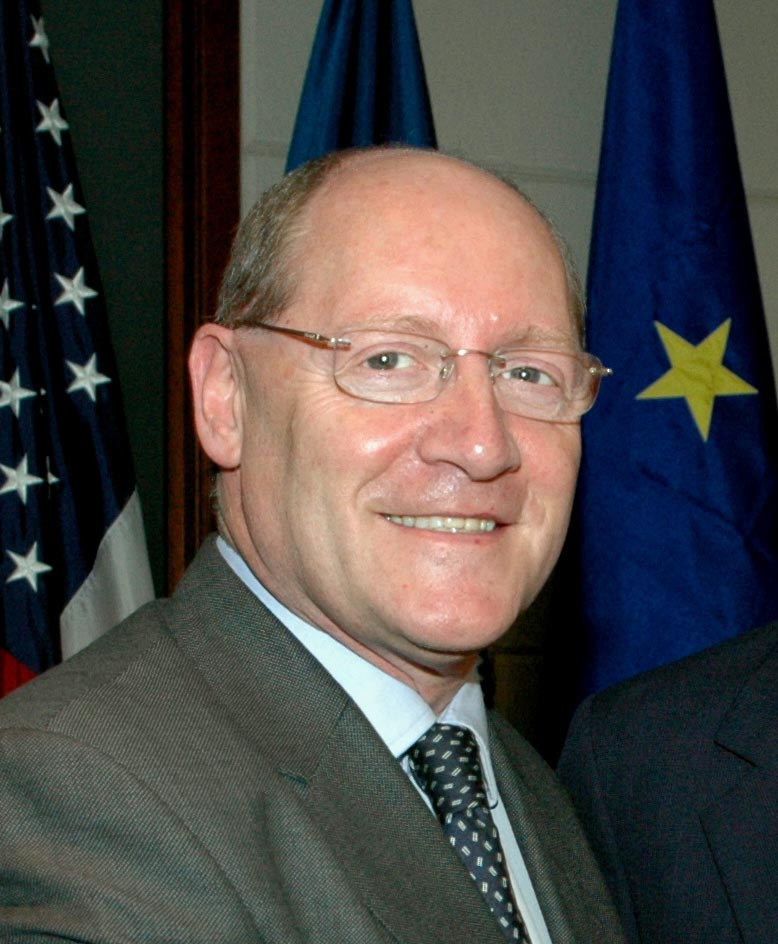
Jonathan Evans

Jonathan Evans (n. 2 iunie 1950) este un om politic britanic, membru al Parlamentului European în perioadele 1999-2004 și 2004-2009 din partea Regatului Unit.
1. ↑  TheyWorkForYou
2. ↑  Deputații în Parlamentul European
3. ↑  Hansard 1803–2005